# كنيس بيزانسون

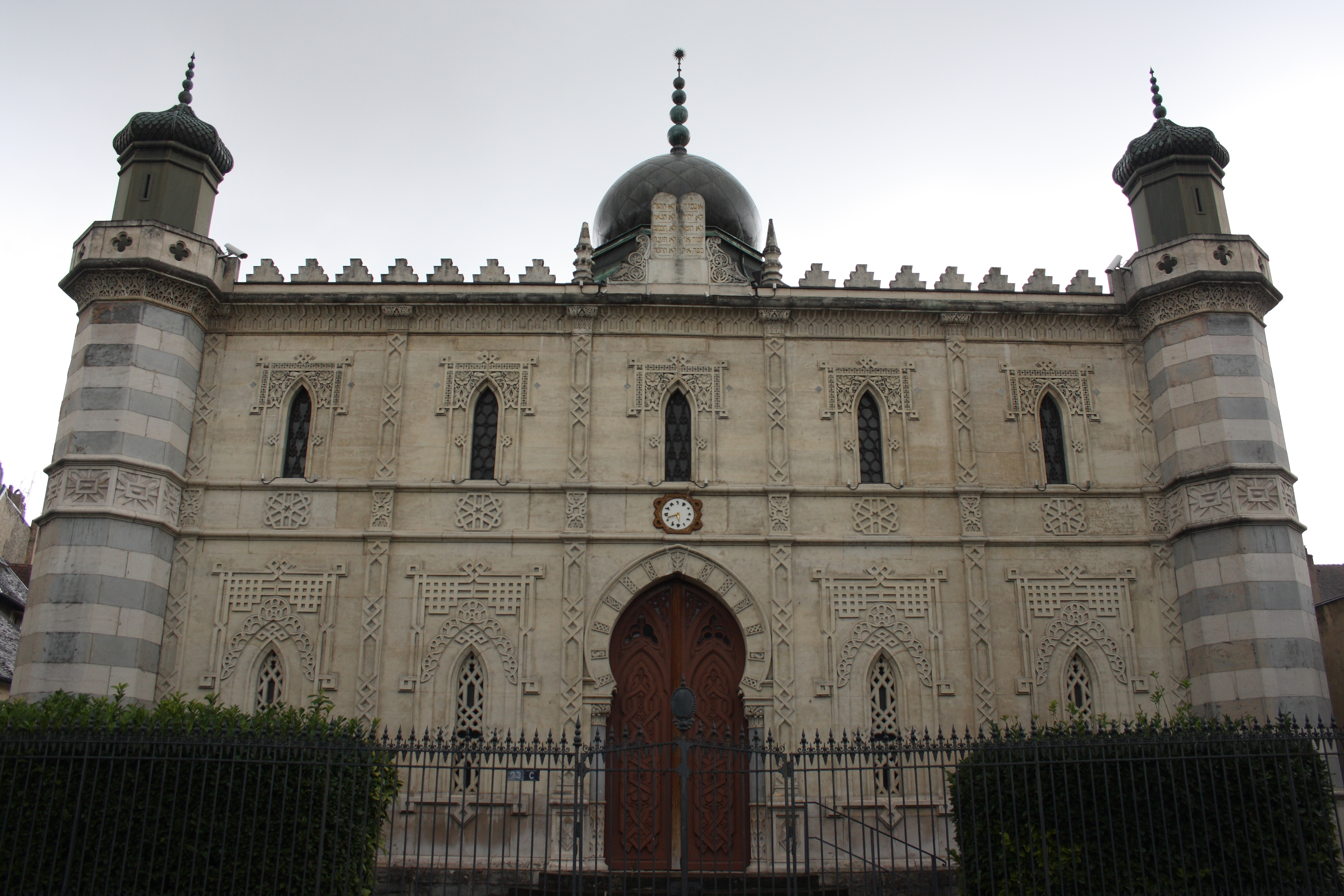
بيزانسون كنيس

بيزانسون كنيس (بالفرنسية: synagogue de Besançon)‏ هو كنيس يهودي يقع في مدينة بيزانسون الفرنسية. أنها بنيت بين 1869 و1870، والهندسة المعمارية العربية.

## تاريخ
بنيت المدرسة في عام 1869 ليحل محل مبنى قصيرة للمجتمع اليديشية في المدينة ، ويقدر عددهم بأكثر من 600 شخص. بعد تنصيبه في يناير 1870 ، ويأتي اليهود للصلاة. خلال الحرب العالمية الثانية ، ويتم ترحيل الكثير من الناس، ولكن ليس تدمير المدرسة أو التالفة. المبنى لا يزال يعمل حتى اليوم.

## الهندسة المعمارية
المدرسة العمارة مغاربي، على غرار النمو في ذلك الوقت. انها واحدة من الوحيدة من نوعها في أوروبا، ولقد تم إدراج المبنى.